# Los číslo 9672
Los číslo 9672 (1886, Un billet de loterie) je dobrodružný román francouzského spisovatele Julesa Verna z jeho cyklu Podivuhodné cesty (Les Voyages extraordinaires). V jednom svazku s tímto románem současně vyšla krátká pochmurná až strašidelná novela Fffff...plesk! (Frritt-Flacc) z roku 1884.

## Obsah románu
Román se odehrává v Norsku v provincii Telemark na pobřeží průlivu Skagerrak mezi Jutským a Skandinávským poloostrovem. Zde vede vdova Hansenová hostinec. K ruce má svou dceru Huldu, zatímco její syn Joël pracuje jako horský průvodce pro turisty. Hulda netrpělivě čeká na návrat lodě Viking rybáře jménem Ole Kamp, který je jejím snoubencem. Venkovskou idylu naruší nepříjemný host pan Sandgoist, kterého spojuje s vdovou Hansenovou nějaké tajemství. Mezitím běží přípravy na svatbu Huldy a Oleho, neboť příjezd Vikinga se blíží. Ale ubíhá den za dnem a loď nikde. Začíná intenzivní pátrání, jehož výsledkem je nalezení a vylovení lahve se vzkazem. Vzkaz napsal Ole Kamp na zadní stranu losu číslo 9672 a loučí se v něm s Huldou, neboť Viking ztroskotal. Zveřejnění příběhu má za následek velký zájem o los, který podle mínění veřejnosti musí mít díky svému příběhu šanci na výhru. Hulda jej však přes slušné finanční nabídky nehodlá prodat, pro ni to není los, ale poslední zpráva od jejího milého. Tu se však demaskuje Sandgoist, který je lichvářem a má na hostinec vdovy Hansenové dlužní úpis. Získá los a chce ho prodat tomu, kdo nabídne nejvíce. Ale veřejnost je tak znechucena jeho činem, že nedostane žádnou nabídku. Nastává den slosování a los číslo 9672 vyhraje první cenu. Ale Sandgoist nic nezíská, protože se nenadále objeví právoplatný vlastník losu Ole Kamp, který se zachránil na plovoucím ledovci. Štěstí obou snoubenců tak již nestojí nic v cestě.

## Ilustrace
Knihu Los číslo 9672 ilustroval George Roux.

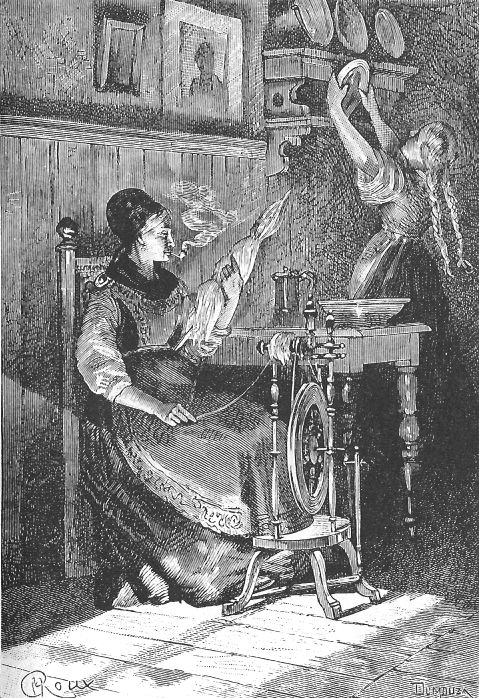
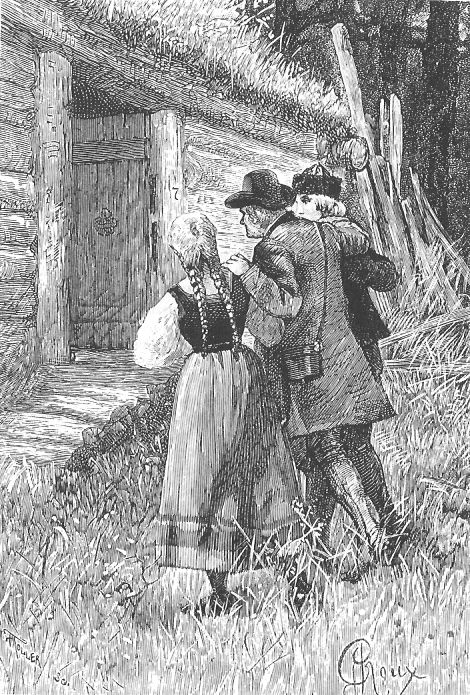
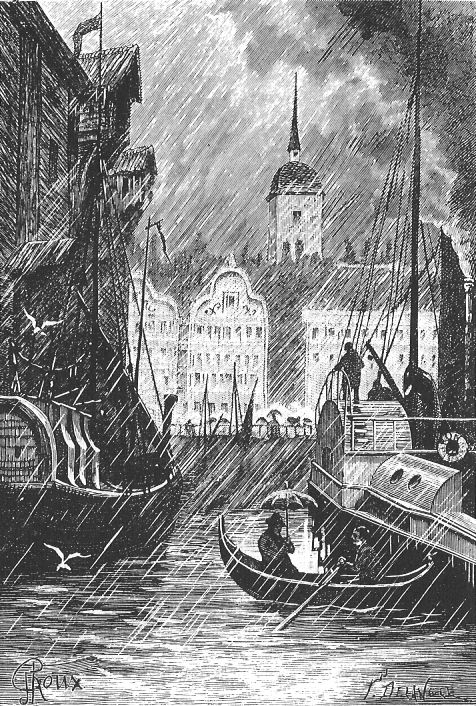
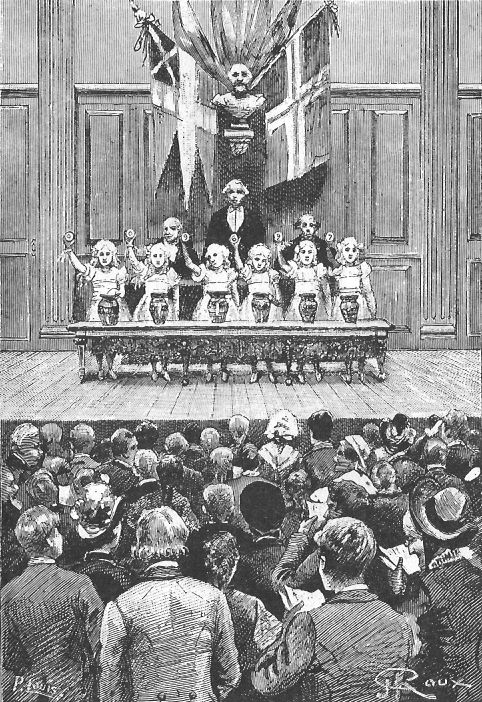

## Česká vydání
- Los číslo 9672, Bedřich Kočí, Praha 1908, přeložil František Vojtíšek
- Plující město, Los číslo 9672, Mustang, Plzeň 1996
- Los číslo 9672, Návrat, Brno 2000, přeložil František Vojtíšek, znovu 2009
- Los číslo 9672, Nakladatelství Josef Vybíral, Žalkovice 2013, přeložil František Vojtíšek
- Los číslo 9672, Omega, Praha 2025, přeložil František Vojtíšek